# Regeneración democrática
Regeneración Democrática es un término de diversa acepciones, pues existen numerosas definiciones de este concepto, ampliamente usado en democracia.
- Para Carlos Martínez Gorriarán, regeneración democrática es "La regeneración de la democracia no es en esencia otra cosa que conseguir que la democracia funcione, esto es, el desarrollo de sus principios básicos, sobre todo de la igualdad jurídica, el cumplimiento universal de las leyes y el desarrollo de las libertades y derechos personales. Descendiendo a lo concreto, que es el terreno de la política real, que la democracia funcione no es otra cosa que el buen funcionamiento de sus instituciones."[1]
- Según Félix Rodrigo Mora, sería necesaria una "revolución popular integral mundial",[2] tal como señala en su libro “La Democracia y el Triunfo del Estado: Esbozo de una revolución democrática, axiológica y civilizadora”.
- Otros la definen como aquel cambio político que nos lleve, según Laclau y Mouffe,[3] tomando la expresión de la obra de Tocqueville. "al fin del tipo de sociedad jerárquica y desigualitaria, regida por una lógica teológico-política” que fue hegemonizada por la invención de la cultura democrática."
- Ramón Soriano y otros añaden que "Frente al proyecto de reconstrucción de una sociedad jerárquica manifestado hoy por el capitalismo, la alternativa de la izquierda debe consistir en “ubicarse plenamente en el campo de la revolución democrática. La tarea de la izquierda no puede por tanto consistir en renegar de la ideología liberal democrática sino al contrario, en profundizarla y expandirla en la dirección de una democracia radicalizada y plural”.[4]
- Según algunos críticos, en cambio, es un eufemismo que en realidad se refiere a un golpe de Estado (revolución) comunista, "para disimular el concepto marxista de transformación de una forma «revolucionaria y no reformista» (Stalin); siguiendo lo que se decía en El Capital[5]

## Caso de España
En el Reino de España, los sondeos vienen afirmando que existe "un amplio anhelo ciudadano de contar con un entramado político-institucional más transparente, cercano y flexible, que posibilite una mayor participación y se adecue mejor a la realidad social actual."
. Por ello, numerosas instituciones, como el Movimiento Ciudadano hacia la República Constitucional, llevan exigiendo mejoras democráticas desde hace años, y tras la explosión de la burbuja inmobiliaria y la aparición de numerosos casos de corrupción ligados a ésta, han aparecido otras nuevas, como, y han surgido movimientos sociales tales como Democracia Real Ya, 15-M o similares.
Además, los nuevos partidos que han surgido tras el resquebrajamiento del bipartidismo, como UPYD (desde 2007), Ciudadanos, Podemos, han sido los primeros en exigir reformas democráticas, a los que se han sumado posteriormente los partidos tradicionales.
No obstante, el regeneracionismo democrático hunde sus raíces en las obras de Ramón y Cajal, de Ortega y Gasset, de Clara Campoamor, del regeneracionismo de Costa, o de Pérez Galdós, en la época de la España de la Restauración.
Además, hay que recordar que "Anunciar y establecer medidas de regeneración, lleva implícito el reconocimiento de que ha existido degeneración en la vida pública, política e institucional. Los que han provocado esa degeneración, los degenerados, son los que necesitan regenerarse",

```
«aunque me temo que esa regeneración que pregonan preferirá la cosmética a la ética, el maquillaje y el camuflaje, cambiar de piel hasta que escampe y puedan rebrotar con sus privilegios y sus subterfugios» Moncho Alpuente, Degenerados y regenerados - Artículo en 
Diario Público
.
```

En efecto, numerosas concreciones de dicha regeneración democrática, como las siguientes, "han ido cayendo en saco roto":
- Que nuestra cultura política vuelva a estar impregnada de los valores de respeto, diálogo, capacidad de comprensión mutua, transacción y pacto que caracterizaron a nuestra transición a la democracia
- Que el respeto a la Constitución no se entienda y practique a modo de enfermizo fetichismo que lleve a considerar intangible cuanto esta dice y contiene (salvo, por cierto, cuando su reforma nos viene perentoriamente exigida desde fuera, en cuyo caso lo que se decía complicadísimo resulta ser, de pronto, factible y de forma fulminante
- Que el sistema político sea menos autista, menos cerrado sobre sí mismo y se haga más abierto y poroso al mundo exterior
- Establecer un sistema de listas abiertas (de modo que los votantes puedan reordenar los candidatos o tachar alguno de los que les son propuestos por los partidos),
- Impedir la perpetuación de dirigentes a la cabeza de las maquinarias partidistas,
- Reformar la ley electoral de modo que la distribución de escaños sea lo más proporcional posible al total de votos conseguidos por cada formación, y de que la selección de candidatos se lleve siempre a cabo mediante elecciones primarias abiertas.
- Que el Senado se constituya y actúe como Cámara de representación de las comunidades autónomas, tal y como establece —hasta ahora en vano— el artículo 69 de la vigente Constitución.